# Kazimierz Wyrozębski
Kazimierz Wyrozębski pseud. Sokolik (ur. 18 listopada 1919 w Niemirkach, zm. 5 lipca 1948 w Chądzynie) – podoficer Armii Krajowej i Zrzeszenia Wolność i Niezawisłość, plutonowy 6 Partyzanckiej Brygady Wileńskiej, dowódca patrolu dywersyjnego, żołnierz wyklęty.

## Życiorys
W czasie II wojny światowej Kazimierz Wyrozębski był żołnierzem AK w Jabłonnie Lackiej. Od sierpnia 1945 roku był żołnierzem Obwodowego Patrolu Żandarmerii dowodzonej przez Adama Tutaka „Znicza”. Po rozformowaniu tego patrolu służył w Drużynie Lotnej Obwodu Sokołów Podlaski. W połowie 1946 roku z patrolem przyłączył się do 6 Wileńskiej Brygady, został dowódcą patrolu dywersyjnego w oddziale Józefa Małczuka „Brzaska”. Stoczył wiele walk i potyczek z oddziałami KBW i UB.
Zginął w czasie przypadkowej potyczki z patrolem MO w lesie koło Chądzynia. Po identyfikacji zwłoki „Sokolika” zostały wyrzucone przez milicjantów na widok publiczny przed budynkiem szkolnym w Sterdyni.

## Order
Postanowieniem prezydenta RP Lecha Kaczyńskiego z 9 listopada 2007 roku „za wybitne zasługi dla niepodległości Rzeczypospolitej Polskiej” Kazimierz Wyrozębski został pośmiertnie odznaczony Krzyżem Komandorskim z Gwiazdą Orderu Odrodzenia Polski, a przekazanie orderu rodzinie odbyło się 11 listopada tego samego roku w czasie uroczystości z okazji Narodowego Święta Niepodległości.